# Vértigo Rock Festival
Vértigo Rock Festival El festival Vértigo Rock surge de las inquietudes de varios músicos locales amantes de la cultura en forma de música para conseguir relaciones más estrechas entre bandas locales y bandas nacionales. Tiene su primera edición en Ermua en octubre de 2007, fecha que se trasladó en los años siguientes al mes de mayo. Es un festival que se celebra cada año en la Plaza Cardenal Orbe de la misma localidad. Han pasado una gran cantidad de bandas nacionales y locales, entre las cuales están Hamlet, Muro, Insohmnio o Storbais. 
En cada edición del festival actúan entre 6 y 9 bandas repartartidas normalmente de la siguiente manera: 2 bandas locales, 2 bandas de renombre y 2 bandas que actúan a pie de calle, aunque se pueden dar otro tipo de combinaciones. 

## Orígenes
Desde la organización pretenden fomentar la música local y la unión entre bandas emergentes o que no tienen un respaldo, y las bandas ya consagradas, dando la posibilidad a grupos pequeños de tocar con grandes bandas del País Vasco y del estado en general. Su idea es organizar una serie de conciertos rodeados de actividades culturales que ayuden a las personas a acercarse más al mundo de la cultura y en especial al mundo de la música. Es importante destacar que aceptan todos los estilos musicales existentes y que aunque durante años les han visitado grupos rock, punk o heavy, abren las puertas a cualquiera que quiera ayudarnles a luchar por lo que les gusta. Es una organización libre y cualquier persona que desee aportar con su presencia, con su ayuda o conocimiento es bienvenida. 

## Bandas
Porco Bravo, Shinova, Issuna, Reincidentes, Sin Aliento, Segismundo Toxicómano, P.A.M, Pepe Botika, Ze esatek!, Orion Child, Black Redding, Dikers, Orihen, Non Servium, Kaotiko, Damudot, Hamlet, Zain, Red Blaze... 

## Vértigo Rock Tour
Además del propio día del festival, la organización ha creado una actividad llamada "Vértigo Rock Tour" y que básicamente se trata de organizar una agenda de conciertos que se extienden a lo largo de una edición y otra. Los conciertos tienen lugar en los locales que colaboran con la organización.

## IX Edición
Este año se celebra la IX edición del festival, y ya están confirmados grupos como Angelus Apatrida, Leize, Stai Zitto, Sffera, Storbais, Insohmnio, Road to Ruin y Txarangazo in your Bazo. A éstos les acompañará como cada año la "Alboka Musika Eskola" y también se realizarán diversas actividades para fomentar la cultura entre los más pequeños. 

### 15 de mayo de 2015
Insohmnio y Storbais.

### 16 de mayo de 2015
Angelus Apatrida, Leize, Stai Zitto, Sffera, Road To Ruin, Txarangazo in your Bazo y Alboka Musika Eskola.

## Cómo participar
Para poder actuar tanto el día del propio festival como durante el Vértigo Tour ,el requisito que exigen es que antes o después de formar parte, el grupo en cuestión ha de formalizar un acuerdo con una banda local para compartir cartel fuera de la localidad de Ermua. Se pide que este intercambio se de en condiciones parecidas de lugar, iluminación, sonido, etc. 
- Datos: Q20016194